# Centrale nucleare di Sanmen
La centrale nucleare di Sanmen è una centrale nucleare cinese situata presso la città di Sanmen, Taizhou, nella provincia del Zhejiang. La centrale è attualmente in costruzione ha già alcuni primati, in quanto è il primo reattore di III+ Gen in Cina ed il primo reattore AP1000 in costruzione al mondo. Questa centrale è la prima di una lunga serie di centrali cinesi dotate di questa tipologia di reattori, nel suo modello base e nelle sue localizzazioni cinesi di CAP1000 e CAP1400